# Фаталуку (язык)
Фаталуку (также известен как: дагага, дагода, дагада) — папуанский язык, на котором говорит приблизительно 30 000 человек народа фаталуку в восточных районах Восточного Тимора, главным образом, вблизи города Лоспалос. Обычно относится к трансновогвинейской группе папуасских языков. Согласно конституции страны, имеет статус национального языка.

## Примеры фраз на фаталуку
- Hó, Rau — Да
- Upe, Kapare — Нет
- Lulue — Спасибо
- Tali lulue — Большое спасибо
- Tolune — Пожалуйста
- Ó lai’i — Привет
- Nita tana fale — До свидания
- Naunop irauni — Доброе утро
- Vacu hici /Meucia irauni — Добрый день
- Mua koun irauni — Добрый вечер
- Muna koun irauni — Доброй ночи